# Гордон, Джордж, 2-й маркиз Хантли
Джордж Гордон (англ. George Gordon); 1592—1649), 7-й граф и 2-й маркиз Хантли, 2-й граф Энзи и виконт Инвернесс (c 1636 г.), — шотландский барон из рода Гордонов, лидер роялистов в период ковенантского движения середины XVII века.

## Молодые годы
Джордж Гордон был старшим сыном Джорджа, 1-го маркиза Хантли, лидера шотландских католиков в период правления короля Якова VI, и леди Генриетты, дочери Эсме Стюарта, 1-го герцога Леннокса. Получив образование в Англии, Джордж в религиозном отношении был близок скорее англиканской церкви с её епископатом, чем к более радикальным пресвитерианам Шотландии.

## Ковенант и Епископские войны
Когда в 1637 году в Шотландии началось восстание против королевских реформ пресвитерианского богослужения, маркиз Хантли остался на стороне короля. Он отказался подписать «Национальный ковенант» 1638 году и возглавил шотландских консерваторов и роялистов, выступавших против упразднения епископата и ограничения власти короля. Попытки ковенантеров убедить жителей Абердиншира выступить против епископов были решительно пресечены маркизом, который не допустил пресвитерианских проповедников на кафедры Абердина. В результате под влиянием Хантли и клана Гордонов в северо-восточной Шотландии образовался центр роялистов, враждебно относящихся к ковенантскому правительству в Эдинбурге.
Когда в 1639 году вспыхнула так называемая Епископская война между шотландским парламентом и войсками короля Карла I, маркиз Хантли выступил на стороне короля. Он укрепил Абердин, однако наступление парламентской армии графа Монтроза заставило роялистов отступить. Переговоры Хантли и Монтроза в Инверури не увенчались успехом, и вскоре маркиз был арестован и доставлен в Эдинбург. В ответ старший сын Хантли, Джеймс Гордон, захватил Абердин и начал формировать новую армию роялистов. Однако эффективные действия Монтроза воспрепятствовали концентрации сторонников короля, и вскоре восстание Гордонов было подавлено.
Освобожденный по настоянию Карла I, маркиз Хантли остался в оппозиции к правлению ковенантеров. Несмотря на своё влияние в северо-восточной части страны, ему, однако, не удалось организовать сколь-либо значительную роялистскую партию, способную дать отпор ковенантскому движению. В начале 1644 года Гордоны опять взялись за оружие в поддержку короля, но были быстро разбиты, а сам маркиз отступил в Сазерленд.

## Гражданская война в Шотландии
Задачу объединения сторонников короля принял на себя маркиз Монтроз, бывший лидер ковенантских вооруженных сил, теперь перешедший на сторону Карла I. В августе 1644 года Монтроз встал во главе небольшой армии, состоящей из ирландских католиков и шотландцев некоторых горных кланов западной части страны. Эта армия в серии битв конца 1644—начала 1645 гг. одержала верх над войсками ковенантеров, что возродило надежды на торжество роялистов. Хантли первоначально отказался поддержать Монтроза, своего врага по Епископским войнам, а часть Гордонов даже обороняла против его армии Абердин. Однако успехи Монтроза, прежде всего в битве при Инверлохи, и переход на его сторону северных кланов, заставили Хантли пересмотреть свои позиции. В результате весной 1645 года к армии Монтроза присоединился кавалерийский отряд лорда Гордона, сына маркиза Хантли, который внёс значительный вклад в победы роялистов при Алфорде и Килсайте.
Несмотря на победы, антагонизм между Хантли и Монтрозом оставался одной из главных слабостей роялистов. В августе 1645 года, раздраженные отсутствием со стороны Монтроза должного почтения и признательности в отношении маркиза Хантли, более старшего по возрасту и титулам, Гордоны покинули армию Монтроза, уведя с собой большую часть кавалерии. Это стало одной из причин разгрома войск Монтроза в сражении при Филипхоу 13 сентября 1645 года, ставшего решающим для исхода всей гражданской войны. Армии ковенантеров перехватили инициативу и восстановили свою власть на всей территории страны. Маркиз Хантли попытался укрепиться в Банффе, однако наступление парламентской армии Дэвида Лесли в 1646 году заставило его бежать в горы. Вскоре Абердиншир и вся северо-восточная Шотландия были подчинены ковенантерами.

## Казнь
В 1647 году маркиз Хантли был схвачен ковенантерами и доставлен в Эдинбург. Актом парламента страны он был исключен из всеобщей амнистии, дарованной по окончании гражданской войны. Его владения и титулы были конфискованы. 22 марта 1649 года Джордж Гордон был казнён в Эдинбурге.

## Семья
Джордж Гордон, 2-й маркиз Хантли, с 1607 года был женат на Энн Кэмпбелл (1594—1638), дочери Арчибальда Кэмпбелла, 7-го графа Аргайла (1575—1638) от первого брака с леди Агнесс Дуглас (1574—1607). У супругов было пять сыновей и пять дочерей:
- Джордж Гордон (ум. 1645), лорд Гордон, убит в сражении под Алфордом
- Джеймс Гордон (ок. 1620—1649), 2-й виконт Эбойн (с 1636 года)
- Льюис Гордон (ок. 1626—1653), 3-й маркиз Хантли
- Чарльз Гордон (ум. 1681), 1-й граф Эбойн (с 1660 года)
- Генрик Гордон, отличился на службе в Польше.
- Энн Гордон (ум. 1656), жена Джеймса Драммонда, 3-го графа Перта (1615—1675)
- Гарриет Гордон, 1-й муж — лорд Джордж Сеттон, 2-й муж — Джон Стюарт, 2-й граф Тракуэр (ок. 1622—1666)
- Джин Гордон (ум. 1655), жена Томаса Гамильтона, 2-го графа Хаддингтона
- Мэри Гордон, жена Александра Ирвина из Драма (ум. 1687)
- Кэтрин Гордон, дама при дворе королевы Польши Марии Луизы Гонзага.